# Industriepflanze

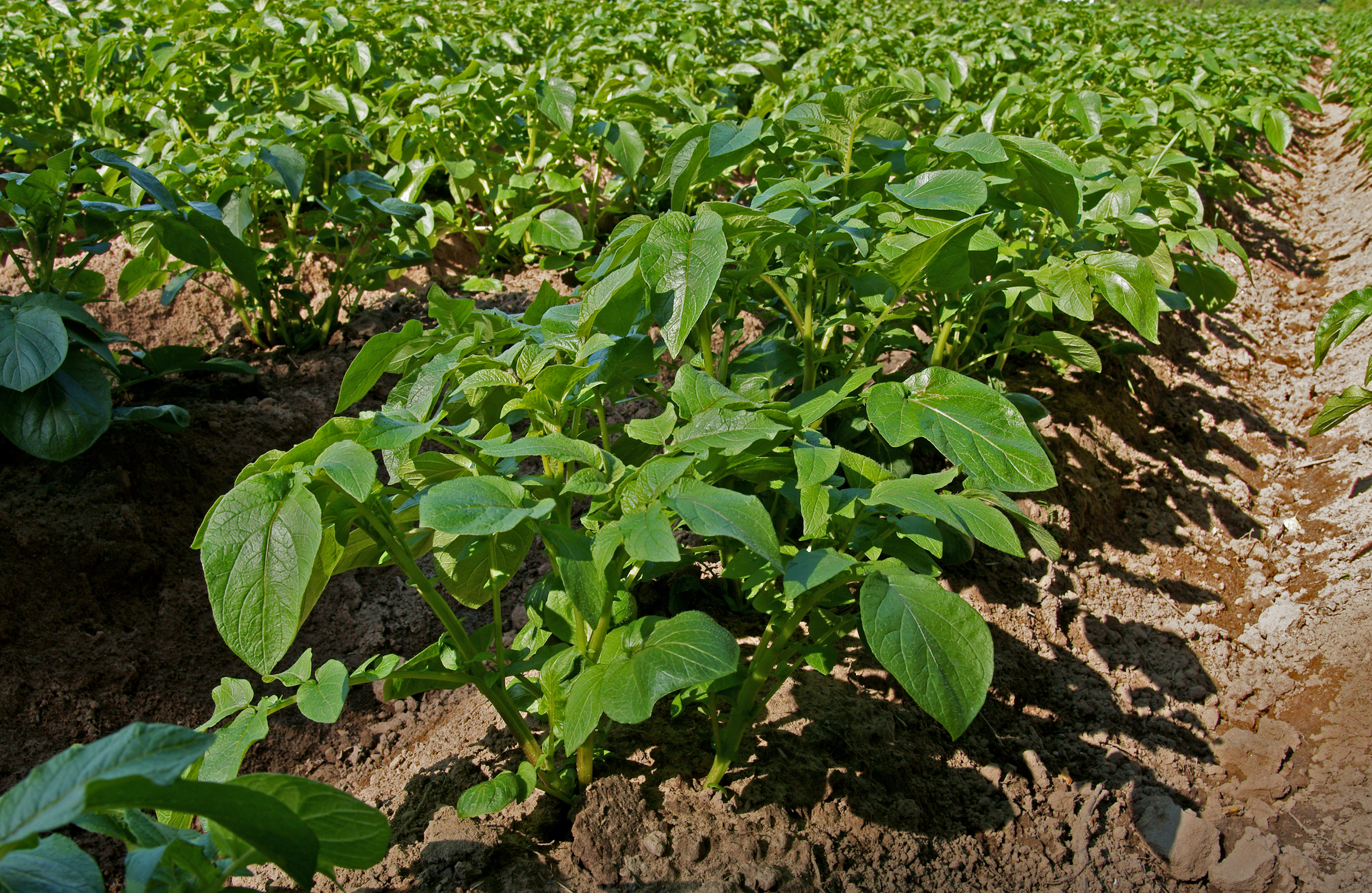
Kartoffelfeld

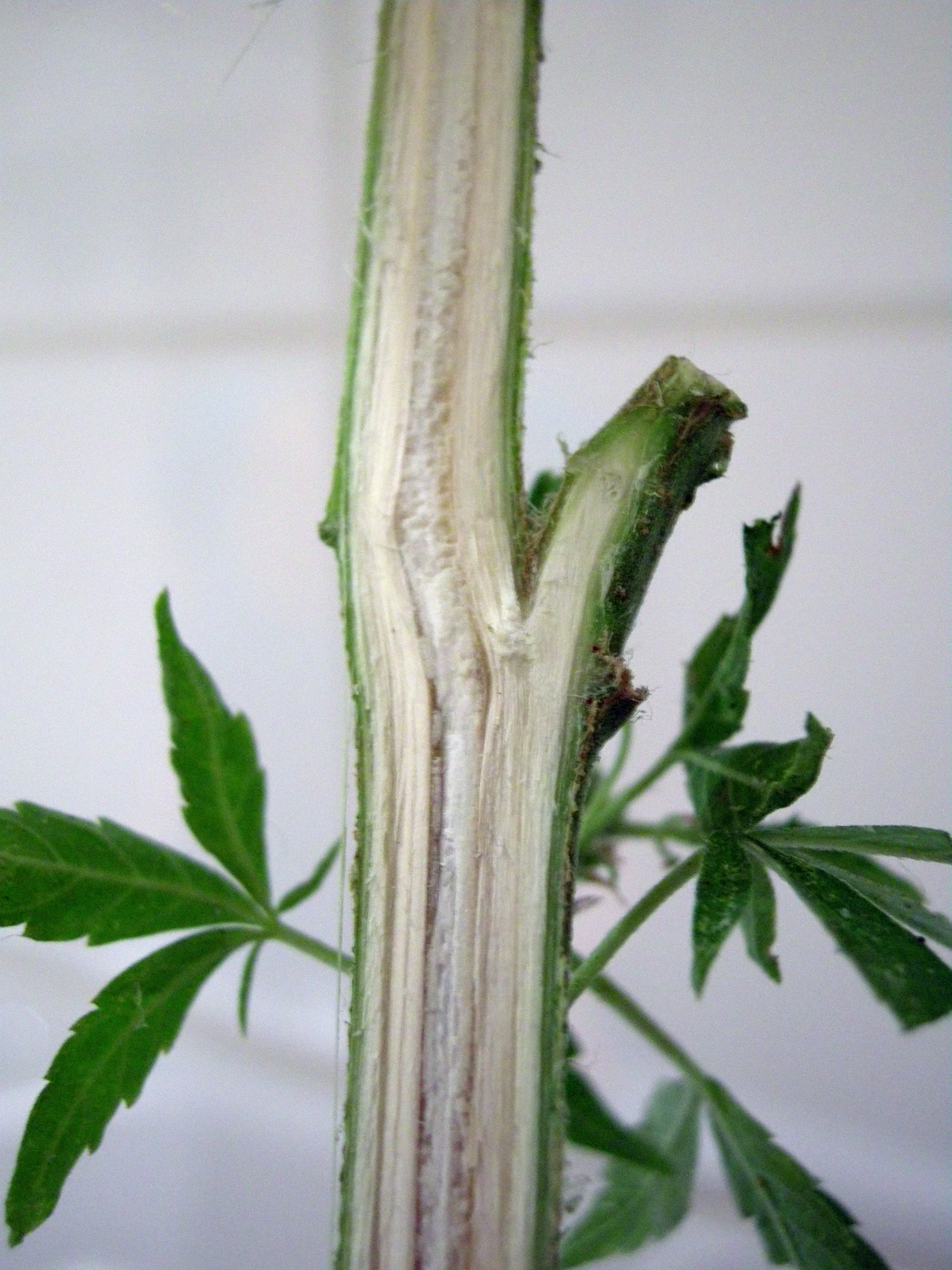
Faserpflanze: Querschnitt durch eine Hanfpflanze

Eine Industriepflanze ist eine Nutzpflanze, die zur stofflichen Nutzung angebaut wird. Sie ist somit ein nachwachsender Rohstoff, unterscheidet sich aber von anderen nachwachsenden Rohstoffen, die energetisch genutzt werden (Energiepflanzen).
Stoffliche Verwendung können z. B. Öl-, Stärke-, Zucker-, Faser-, Färber-, Arznei- und Proteinpflanzen finden.
Bedeutende Industriepflanzen in Deutschland sind Raps, Kartoffeln, Getreide, Mais, Zuckerrüben und andere. Auf rund 2,4 % der deutschen Ackerfläche wurden 2009 Industriepflanzen angebaut.

## Definition und Abgrenzung

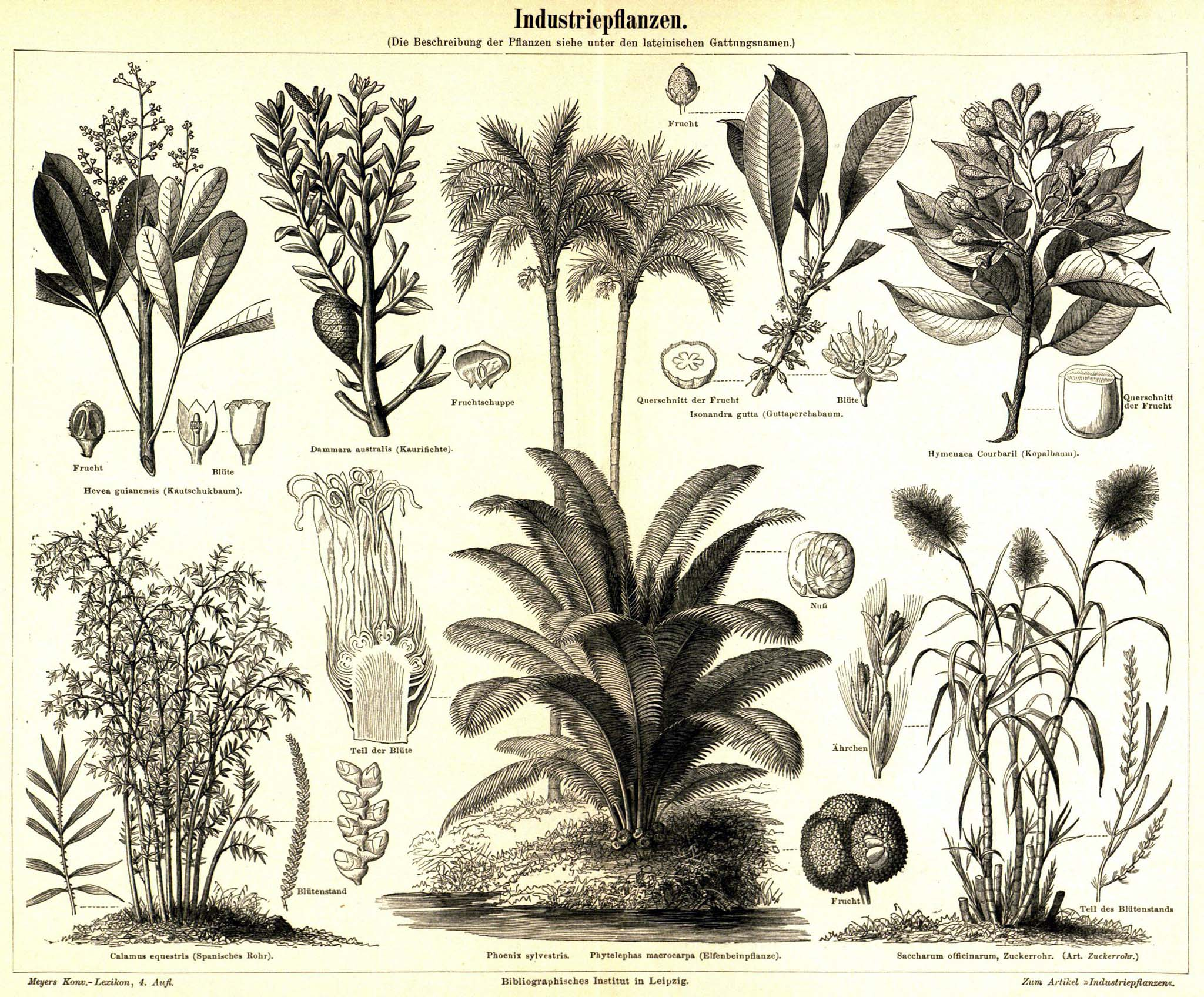
Industriepflanzen (nach Meyers Konversations-Lexikon von 1888)

Nutzpflanzen dienen schon seit Jahrtausenden als Rohstoffquelle. Der Begriff Industriepflanze oder auch Fabrikpflanze war bereits im 19. Jahrhundert gebräuchlich und wurde seinerzeit in Brockhaus' Konversationslexikon (1894–1896) folgendermaßen definiert: „Industriepflanzen, auch Fabrikpflanzen, die Pflanzen, die in der Industrie ausgedehnte Verwendung finden. Da in den meisten Fällen große Mengen der betreffenden Pflanzen gebraucht werden, so sind die I. zum größten Teile wichtige Kulturpflanzen. Zu den wichtigsten I. gehören die Textil- oder Gespinstfaserpflanzen, die Farbepflanzen, die Nahrungspflanzen, die Gewürzpflanzen, die Öle und Fette liefernden Pflanzen und die Pflanzen, aus denen Kautschuk, Gummi, Harze und Balsame gewonnen werden, die Gerbepflanzen, die Korkeiche, Weberkarde, verschiedene iodliefernde Algen usw. Außerdem sind noch anzuführen diejenigen Bäume und Sträucher, deren Holz zu Bauzwecken, in der Tischlerei in der Maschinenfabrikation usw. oder als Brennholz dient.“
Die heutige Definition von Industriepflanzen schließt dagegen industriell verarbeitete Pflanzen für Nahrungsmittel und Pflanzen zur energetischen Verwendung (Brennholz) nicht ein.
Eine Definition im heutigen Sinn ist: „Bei Industriepflanzen werden Inhaltsstoffe (z. B. Öle, Fette, Stärke) oder die Pflanzenfasern einer stofflichen Verwertung zugeführt. Voraussetzung ist eine Verwendung im Non-Food-Bereich.“
Eingang in den Sprachgebrauch haben u. a. auch die Bezeichnung Industriekartoffel für Kartoffeln zur Stärkegewinnung (Stärkekartoffel), sowie die Bezeichnung Industrierübe für Zuckerrüben. Während aus sogenannten Quotenrüben Zucker für Nahrungsmittelzwecke produziert wird, werden Industrierüben für Non-food-Bereiche verwendet: „Zucker für die Arzneimittel und pharmazeutische Zubereitung (Human- und Tiermedizin), für chemische und synthetische Stoffe (thermoplastische Kunststoffe), für Zitronen- und Aminosäuren (Futtermittelindustrie) und für Fermentationsprodukte (Hefeproduktion)“.

## Pflanzengruppen und Nutzung
(siehe Hauptartikel Nachwachsende Rohstoffe)
Zahlreiche verschiedene Pflanzen werden für die stoffliche Nutzung angebaut. Folgende Tabelle gibt einen Überblick über in Deutschland angebaute und genutzte Industriepflanzen.
| Pflanzengruppen nach Nutzungen | Pflanzenarten | Verwendungen |
| ------------------------------ | --- | --- |
| Ölpflanzen                     | Raps, Sonnenblume, Öllein, Mohn, Leindotter, Krambe                                                                                 | Land- und Forstwirtschaft (Hydraulik-, Getriebe- oder Sägekettenöl) Bahn (Schmier- und Weichenschmieröl) Bauindustrie (Linoleum/Fußbodenbelag, Schalöl, Farben, Lacke) Reinigung (Schaumbremser in Waschmitteln, Seifen und Reinigungssubstanzen) Spezielle Kunststoffe |
| Stärke- und Zuckerpflanzen     | Kartoffel, Weichweizen, Mais, Zuckerrübe, Topinambur                                                                                | Papierindustrie (Erhöhung der Reißfestigkeit und der Bedruckbarkeit von Papier und Pappe) Feinchemikalien (z. B. Aminosäuren) Bauindustrie (Bindemittel in Gipskarton- und Mineralfaserplatten, Abbindeverzögerer und Einschalungsmittel für Beton) Kompostierbare Werkstoffe (Verpackungen, Einweggeschirr/-besteck, Folien, Pflanztöpfe) Polymer-Monomere Kunststoffe (Polyurethane als Ausgangsstoffe für Synthetikfasern, Schaum- und Hartkunststoffe sowie Lacke) Klebstoffe (Tapetenkleister und Leim) Reinigungsmittel (Seifen, Waschpulver, Tenside) Pharmazie und Kosmetik (Geschmackstoffe und Konservierungsmittel, Antibiotika, Vitamine, Zahnpasten, Cremes, Puder) |
| Faserpflanzen                  | Faserlein, Hanf, Fasernessel Kenaf                                                                                                  | Langfasern: Textilien, Seile Kurzfasern: Baustoffe (Platten, Putz, Dämmstoffe, Vliesstoffe) Naturfaserverstärke Werkstoffe (Naturfaserverstärkter Kunststoff) Autoindustrie (Formpressteile, Reibbeläge) Papier (Verpackungsmaterial, Filtermaterial, Banknoten, Zigarettenpapier) Schäben: Einstreu, energetische Nutzung |
| Färberpflanzen                 | Färberwau, Färberkrapp, Färberknöterich, Färberwaid, Färberdistel                                                                   | Textilfarbe Innenanstrichfarben Kinder-Malfarben und gefärbtes Kinderspielzeug Färben von Leder, Papier und Lebensmitteln |
| Arzneipflanzen                 | Wurzeldrogen: Gelber Enzian Blatt- und Krautdrogen: Johanniskraut Blütendrogen: Echte Kamille Frucht- und Samendrogen: Mariendistel | Salben (z. B. aus Ringelblumenblüten bei Wunden/Sonnenbrand) Tee (z. B. aus Kamillenblüten bei Entzündungen) Öl (z. B. aus Nachtkerzensamen bei Bluthochdruck) Extrakte (z. B. aus Herbstzeitlosen-Knollen bei Gicht) |
| Proteinpflanzen                | Ackerbohne, Lupine, Eiweißerbse | Papier- und Verpackungsindustrie (Erhöhung der mechanischen Belastbarkeit, Bedruckbarkeit, Haftung wasserlöslicher Druckfarben) Leim oder Kleber (z. B. Etikettierklebstoff, Bindemittel für Sperrholz) Einkapselung von Pharmazeutika Biologisch abbaubare Werkstoffe |

## Anbau und Verwendung in Deutschland

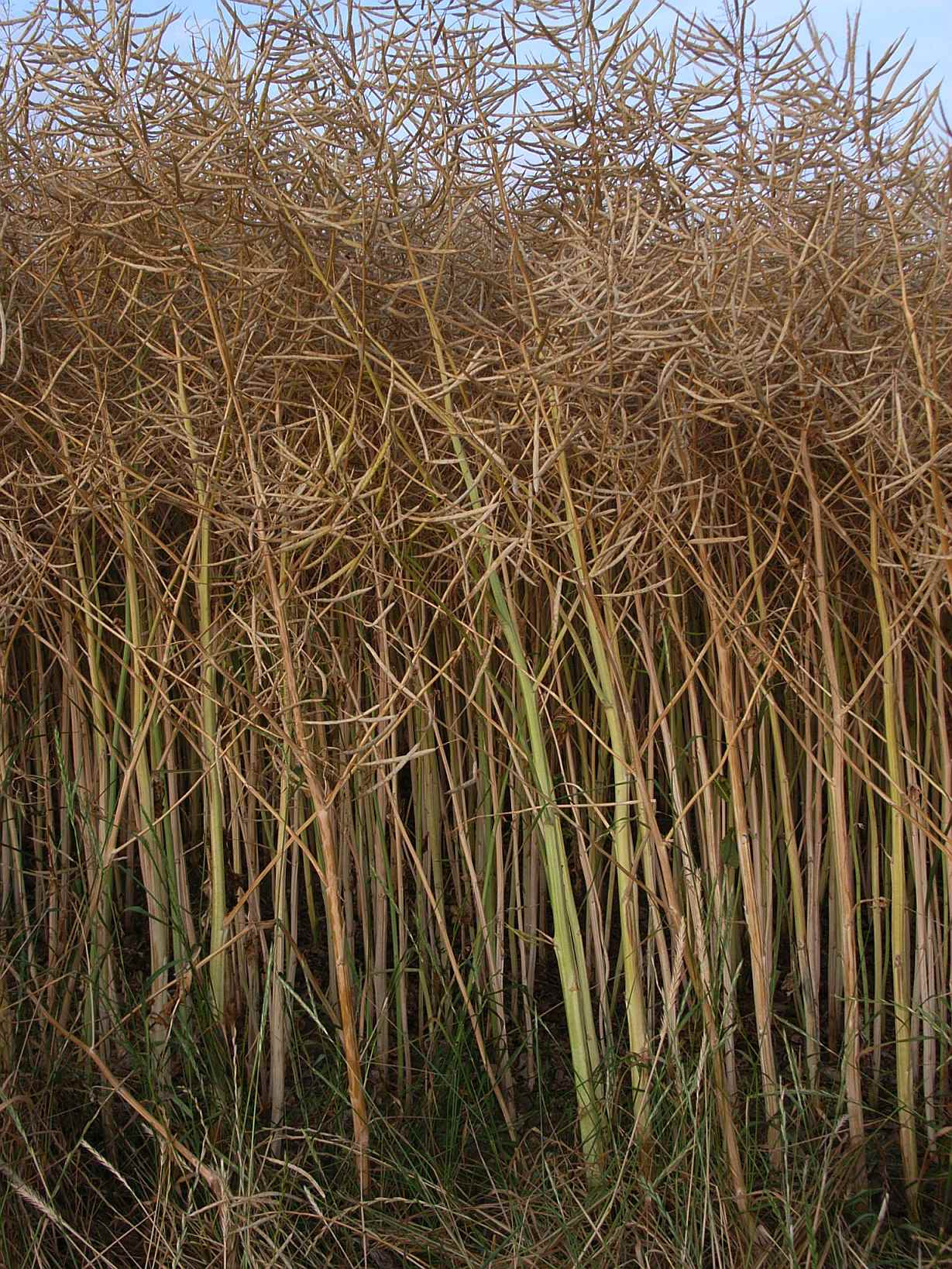
Rapsfeld kurz vor der Ernte

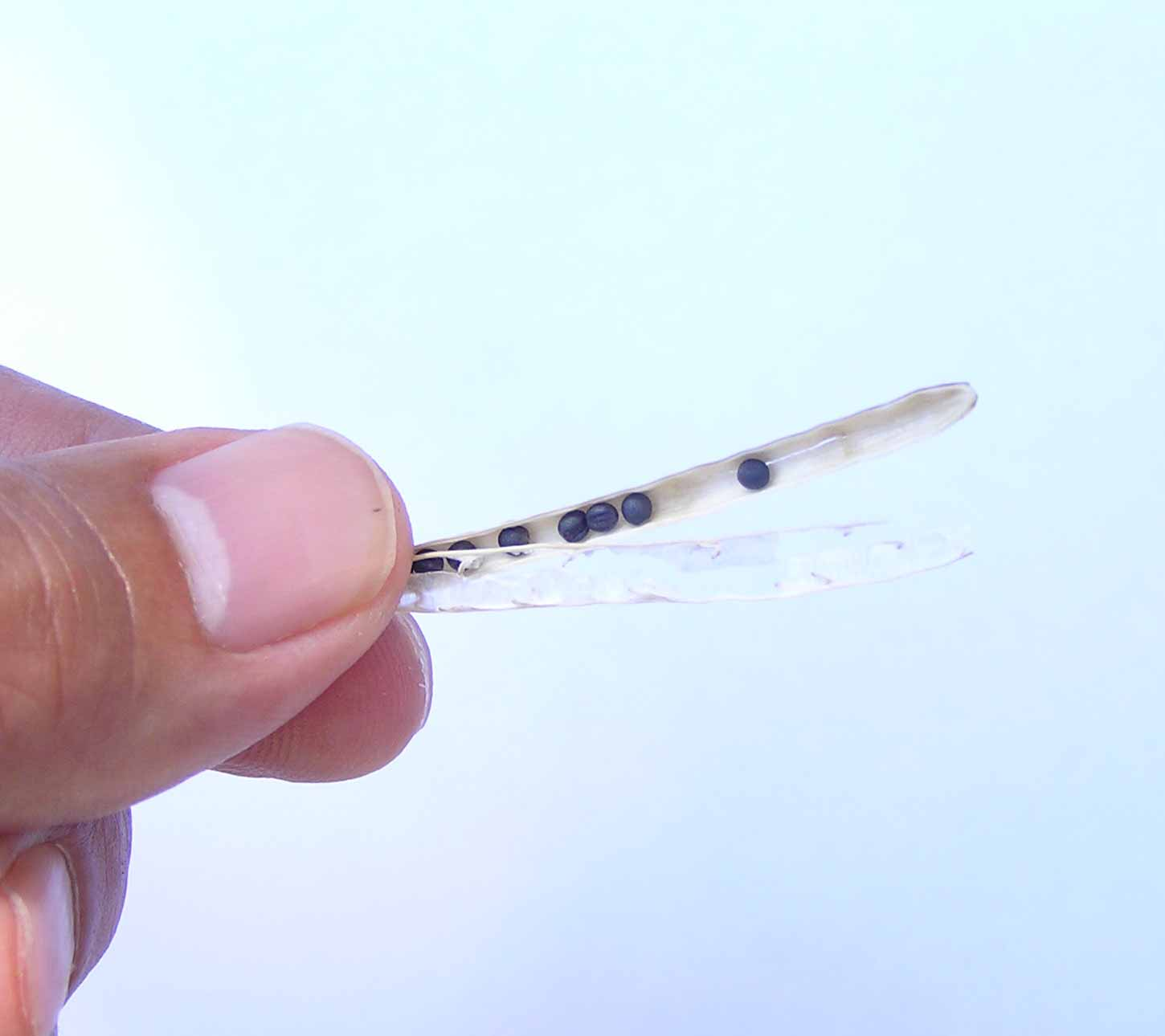
Rapsschote mit den ölhaltigen Körnern

2009 wurden auf rund 17 % (2 Mio. ha) der deutschen Ackerfläche nachwachsende Rohstoffe angebaut. Rund 86 % davon dienten dem Anbau von Energiepflanzen, 14 % dem Anbau von Industriepflanzen (also rund 2,4 % der deutschen Ackerfläche). Rund 600.000 t Stärke und 240.000 t Zucker werden jährlich industriell verarbeitet. Stärke wird vor allem in der Papierindustrie eingesetzt (Papierstärke), Zucker vor allem in Fermentationsprozessen zur Produktion chemischer Erzeugnisse. 2004 gingen 45.000 t Pflanzenöl in die Herstellung von Schmierstoffen und Hydraulikölen, 110.000 t wurden in der Oleochemie verwendet.
1997 hatte die Anbaufläche für nachwachsende Rohstoffe noch unter 500.000 ha und 2003 bei etwa 800.000 ha gelegen. Bis 2007 fand eine starke Zunahme auf über 2.000.000 ha statt, die seit dem auf diesem Bereich stagniert.
|                                   | Anbaufläche in 1.000 Hektar |
| Stoffliche Nutzung                | 294                         |
| Industriestärke                   | 130                         |
| Industriezucker                   | 22                          |
| technisches Rapsöl                | 120                         |
| technisches Sonnenblumenöl        | 8,5                         |
| technisches Leinöl                | 2,5                         |
| Pflanzenfasern                    | 1                           |
| Arznei- und Farbstoffe            | 10                          |
| Energetische Nutzung              | 1.701,5                     |
| Raps für Biodiesel/Pflanzenöl     | 942                         |
| Stärke/Zucker für Bioethanol      | 226                         |
| Pflanzen für Biogas               | 530                         |
| Dauerkulturen für Festbrennstoffe | 3,5                         |

## Perspektive
Die Bedeutung von nachwachsenden Rohstoffen (Nawaros) hat in den letzten Jahren stark zugenommen. Allerdings nahm vor allem der Anbau von Energiepflanzen zu, während der Anbau von Industriepflanzen nur leicht zunahm. Die Bedeutung der stofflichen Nutzung von Nawaros in der deutschen chemischen Industrie lag 1991 bei 8,0 % und wuchs über 8,9 % 1998 auf 11,2 % 2005. Zukünftig wird eine weiterhin zunehmende Bedeutung erwartet. Wichtige Faktoren sind die Bemühungen, unabhängiger von Erdöl zu werden, um die Treibhausgasemissionen zu senken, Ressourcen zu schonen und unabhängiger von Importen zu werden. In Bioraffinerien z. B. soll zukünftig Biomasse mit chemischen, biotechnischen und anderen Verfahren in stofflich und anderweitig nutzbare Verbindungen umgesetzt werden. Mit diesen und weiteren Ansätzen sollen in den USA bis 2030 rund 25 % des Rohstoffbedarfs der chemischen Industrie mit Nawaros wie z. B. Industriepflanzen gedeckt werden.